# 阮圭
阮圭（越南语：／；1857年—？年），越南阮朝官員。

## 生平
阮圭是河內省常信府青池縣姜亭總仁睦舊社下亭村（今屬河內市青春郡姜亭坊）人，嗣德十年（1857年）出生。同慶元年（1886年），阮圭參加河南場鄉試，考中舉人。成泰元年（1889年），會試中格，庭試考中第三甲同進士出身。後任內閣承旨。